# Arroyo Garao
Der Arroyo Garao ist ein kleiner Flusslauf im Osten Uruguays.
Der 11 km lange im Departamento Cerro Largo gelegene Bach entspringt in der Cuchilla de Cerro Largo und mündet in den Río Tacuarí. Er gehört zum Einzugsgebiet der Laguna Merín.